# Bijzondere wetgevingsprocedure
Een bijzondere wetgevingsprocedure behelst een wetgevingsprocedure binnen de Europese Unie die afwijkt van de gewone wetgevingsprocedure. Het is derhalve een verzamelnaam voor de verschillende procedures die sinds het Verdrag van Lissabon onder meer de vroegere raadplegingsprocedure, de samenwerkingsprocedure en de instemmingsprocedure vervangen. Waar bij de gewone wetgevingsprocedure een Europese verordening, richtlijn of besluit door het Europees Parlement en de Raad tezamen wordt vastgesteld, stelt bij een bijzondere wetgevingsprocedure alleen het Europees Parlement, met deelname van de Raad, dan wel alleen de Raad, met deelname van het Europees Parlement, een maatregel vast. De constitutionele basis van de Europese Unie wordt gevormd door het Verdrag betreffende de werking van de Europese Unie VWEU en het Verdrag betreffende de Europese Unie. Het laatste is het Verdrag van Maastricht.
Binnen de bijzondere wetgevingsprocedures zijn er twee procedures dominant, namelijk de raadplegingsprocedure en de instemmingsprocedure. Bij de raadplegingsprocedure wordt het Europees Parlement in de gelegenheid gesteld advies te geven over een wetgevingsvoorstel van de Europese Commissie. De Raad neemt uiteindelijk echter de beslissing en is niet verplicht het advies van het Parlement op te volgen. Deze procedure wordt onder andere gebruikt bij het vaststellen van maatregelen omtrent het familierecht met grensoverschrijdende gevolgen.
Bij de instemmingsprocedure moet het Parlement instemmen met een voorstel alvorens de Raad het voorstel kan aannemen. Het Parlement kan het voorstel niet wijzigen, maar het alleen aannemen of verwerpen. Deze procedure wordt bijvoorbeeld toegepast als de Europese Unie maatregelen wil nemen om discriminatie te bestrijden.